# 膠東半島
膠東半島（こうとうはんとう、簡体字中国語: 胶东半岛、拼音: Jiāodōng Bàndǎo）は、北は渤海と黄海を隔てて遼東半島に向かい合う半島で、山東半島の先端部に位置する煙台市、威海市及び青島市の東半分を指す。

## 観光
1988年、「膠東半島海浜風景名勝区」は中華人民共和国国家級風景名勝区に認定された。区域は半島部の煙台蓬莱と威海成山頭の2つのエリアと島嶼部の長山島、黒山島、廟島（長山列島）と劉公島からなる。